# NGC 3921
NGC 3921 è una galassia lenticolare frutto di un'interazione tra galassie ancora in divenire e situata nella regione meridionale della costellazione dell'Orsa Maggiore, a circa 59 milioni di anni luce dalla Terra.

## Formazione
Si ritiene che la fusione galattica che ha dato origine alla galassia NGC 3921, scoperta il 14 aprile 1789 da William Herschel e descritta come "piuttosto fioca, piccola, tonda" da John Louis Emil Dreyer, il creatore del New General Catalogue, sia iniziata tra due galassie a disco circa 700 milioni di anni fa. Le immagini della galassia mostrano un elevato tasso di formazione stellare e strutture ad anello, elementi indicativi di una fusione di galassie, il che ha fatto sì che NGC 3921 fosse inclusa nel catalogo delle galassie peculiari denominato Atlas of Peculiar Galaxies e ideato da Halton Arp con il nome di Arp 224.
Essendo una galassia starburst, ossia una galassia in cui il processo di formazione stellare è eccezionalmente violento, NGC 3921 è ricca di caratteristiche singolari. Una di queste è la sorgente ultraluminosa di raggi X chiamata X-2 ed osservata con il telescopio Chandra, che ha una luminosità di 8×1039 erg per secondo (8,0×1032 W), a cui si aggiungono due oggetti che sono ritenuti essere ammassi globulari, entrambi scoperti con l'aiuto dei telescopi Keck, relativamente giovani e con una massa pari a circa la metà di quella di Omega Centauri, in particolare di 2,3±0,1 x 106 {\displaystyle M_{\odot }} e 1,5±0,1 x 106 {\displaystyle M_{\odot }}. L'analisi di questi due oggetti dimostrerebbe che le fusioni di galassie ricche di gas, le cosiddette fusioni bagnate, possono portare alla formazione di un maggior numero di ammassi globulari ricchi in metallo  (ricordando che in astronomia sono definiti "metalli" tutti gli elementi più pesanti dell'elio).